# McGregor (Texas)
McGregor è una city degli Stati Uniti d'America, situata nella contea di Coryell e nella contea di McLennan dello Stato del Texas.

## Geografia fisica
Secondo lo United States Census Bureau, ha un'area totale di 55,48 km² (21,42 mi²).

## Società

### Evoluzione demografica
Secondo il censimento del 2000, in città risiedevano 4727 persone, passate a 4987 nel 2010.